# Daniel Doura
Daniel Doura (Buenos Aires, 9 de agosto de 1957) es un compositor argentino de música clásica. Considerado uno de los compositores argentinos que actualmente tienen difusión internacional, Doura es un graduado del Conservatorio de Boston, el Instituto de Tecnología de Massachusetts y la Universidad de Columbia, y entre sus maestros estuvieron John Cage, Mario Davidovsky, Chou Wen-chung, Alberto Ginastera, Luciano Berio, Tōru Takemitsu, Milton Babbitt y John Adams, entre otros. Recibió el premio a «Mejor composición» de la American Society of Composers, Authors and Publishers (ASCAP) en 1985 y fue finalista del premio a «Mejor composición» de la Academia Estadounidense de las Artes y las Ciencias (AAAS) al año siguiente.
En 2007, estrenó el poema sinfónico Visiones patagónicas, obra premiada por la Asociación de Críticos Musicales de la Argentina como el mejor estreno argentino del año. Al año siguiente, compuso Sinfonía argentina junto al escritor Alejandro Roemmers, una obra sinfónico-coral concebida en ocasión del período de celebraciones del Bicentenario Argentino, que comenzó con el de la Revolución de Mayo en 2010 y finalizó con el de la Independencia en 2016. Sinfonía argentina tuvo su estreno argentino en 2011 en el Teatro Colón y su estreno mundial en 2018 en una serie de presentaciones en República Checa y Alemania. Para presentar la obra, Doura y Roemmers realizaron un conversatorio en 14 provincias de Argentina, y en 2017 recibieron el premio Disco de Oro «Edición Bicentenario» en la Embajada de la República Oriental del Uruguay.
Además, Doura ha compuesto música para ballets, exposiciones de arte y películas, siendo premiado en el Festival de Cine de la Universidad de Nueva York (NYU) de 1985 por su trabajo en la banda sonora de Commercial for Murder, dirigida por Amy Goldstein. En 2019, recibió nuevamente la distinción de «Mejor estreno argentino» de la Asociación de Críticos Musicales de la Argentina por su composición Sueños de verano. Doura es miembro de la ASCAP y la National Academy of Recording Arts and Sciences (NARAS), organización que lleva a cabo los Premios Grammy. Además, es cofundador de PAMAR de Nueva York, una organización sin fines de lucro para el intercambio cultural del continente americano; y, entre 2020 y 2024, se desempeñó como director de la productora audiovisual Franciscus Productions, con sede en Madrid.

## Vida y carrera

### 1957–2007: Formación y primeras distinciones
Daniel Doura nació el 9 de agosto de 1957 en Buenos Aires, Argentina, en el seno de una familia de industriales amantes de la música. Su padre es uno de los fundadores de la localidad balnearia de Costa del Este, Provincia de Buenos Aires. Comenzó sus estudios musicales en 1966, a los 9 años, tomando clases de guitarra con Clelia Sagreras. Doura luego adoptó el piano, instrumento que estudió con Antonio de Raco en Argentina, Alberto Portugheis en Reino Unido, y Jacqueline Gourdin y Alfred Churchill en los Estados Unidos.
Entre 1977 y 1987, Doura se formó musicalmente en importantes universidades y conservatorios estadounidenses, y fue alumno de renombrados compositores como Hugo Norden, John Cage, Mario Davidovsky, Chou Wen-chung, Alberto Ginastera, Luciano Berio, Tōru Takemitsu, Theodore Antoniou, Milton Babbitt, John Adams, Seiji Ozawa, y Fred Lerdahl, entre otros. Inició sus estudios en Armonía e Historia en el Guildhall School of Music and Drama de Londres, pero se graduó como Bachiller en Arte (Bachelor of Arts) especializado en Composición en el Conservatorio de Boston, Massachusetts (hoy asociado a la Berklee College of Music) en 1982. Doura complementó dicha carrera con cursos de electroacústica dirigidos por Barry Vercoe en el Instituto de Tecnología de Massachusetts en 1979, además de estudiar música electrónica con Arthur Kreiger y otros profesores en Nueva York entre 1983 y 1986.
Entre 1979 y 1982, Doura integró el Tanglewood Festival Chorus de la Orquesta Sinfónica de Boston, asistiendo al mismo tiempo a los cursos de dirección orquestal de Rouben Gregorian y Colin Davis. Además, realizó entre 1983 y 1987 un posgrado en Artes y Ciencias en la Universidad de Columbia, Nueva York. En 1985, fue galardonado con el primer premio de composición otorgado por la American Society of Composers, Authors and Publishers (ASCAP) de Nueva York y, un año más tarde, resultó finalista en el concurso de composición de la Academia Estadounidense de las Artes y las Ciencias con sede en Cambridge, Massachusetts.
Además, entre 1979 y 1986, Doura compuso música para películas de los directores Amy Goldstein, Rosemary Ricchio, Juan José Campanella (en El contorsionista, cortometraje de 1985) y Gabriel García. Por su trabajo en la película Commercial for Murder dirigida por Goldstein, Doura fue premiado en el Festival de Cine de la Universidad de Nueva York (NYU) de 1985.
Doura también ha compuesto música de ballet para el Ballet Nacional de Venezuela (1984) y para los coreógrafos Héctor Zaraspe y Vicente Nebrada. Su composición La pasión de Saverio, realizada en 2003 en memoria de Roberto Arlt, fue aclamada por la crítica tras su estreno en Boston.

### 2008–actualidad: Obras más recientes
En 2007, el compositor estrenó el poema sinfónico Visiones patagónicas en el Teatro Argentino de La Plata. Dicha composición fue premiada con la distinción de «Mejor estreno argentino» del año, otorgado por la Asociación de Críticos Musicales de la Argentina.
En 2008, Doura compuso Sinfonía argentina junto al escritor y poeta Alejandro Roemmers. La obra sinfónico-coral fue concebida en ocasión del período de celebraciones del Bicentenario Argentino, que comenzó con el de la Revolución de Mayo en 2010 y finalizó con el de la Independencia en 2016, y está centrada temáticamente en la identidad nacional. En una entrevista, Doura indicó que «la idea es que justamente nos sirva como una meditación para todos los argentinos y volver a encontrar nuestra identidad o tal vez descubrirla». Sinfonía argentina ha sido identificada como una de las primeras sinfonías corales compuestas en el siglo XXI. La obra sinfónico-coral está concebida de una manera clásica, con una duración de 48 minutos y organizada en cuatro movimientos que corresponden a poemas compuestos por Roemmers: primer movimiento «De la arena», segundo movimiento «Del mar», tercer movimiento «Del ser», y cuarto movimiento «De los pueblos». En una entrevista de 2022, Doura explicó las características de la composición:

Lo que más me atrajo del proyecto conjunto, ya que es un trabajo compartido, es mi labor de sastre, que fue como realizar un traje a medida a la petición de Alejandro de crear una obra al estilo clásico basándonos en unas premisas, entre ellas sus lindos poemas, es decir, las metáforas contenidas en su poesía, que es narrada en Sinfonía argentina. Traducir esto y que el coro suene bien, con los ritmos complejos y los contrapuntos, así como la inclusión de la guitarra, que es una textura difícil de incluir en la potente envoltura de la masa sinfónica con más de un centenar de músicos en escena. El color tiene una preponderancia similar al que tiene en la Octava de Mahler, de hecho es la última obra que escribo de esta manera, ya que es una sinfonía romántica, con una estructura que comienza con una passacaglia y una forma corrida, de modo que el tercer movimiento se resuelve en la introducción del cuarto, que es una fantasía y que incluye los añadidos y sugerencias de Alejandro basadas en el folklore. Lo que no encontramos en Sinfonía argentina es el bandoneón, ya que sonoramente este sonido está creado por la mezcla de oboes, clarinetes y flautas en ciertos lugares (al unísono y a veces en octavas; mezzoforte la flauta, piano el oboe y mezzopiano el clarinete).

Una primera versión de Sinfonía argentina se estrenó en el 2011 en el Teatro Colón de Buenos Aires, con el director invitado Carlos Bertazza, el pianista Horacio Lavandera, el guitarrista César Angeleri y el coro Orfeón. Ante la imposibilidad de grabar la obra en el país, Sinfonía argentina se grabó en Praga, República Checa en noviembre de 2015, interpretada por la Orquesta Metropolitana de Praga y el Coro de Cámara de Praga y dirigida por el uruguayo Roberto Montenegro. El CD resultante fue lanzado en 2016 por el sello uruguayo Sondor. El 28 de abril de 2017, la Embajada de la República Oriental del Uruguay en Argentina realizó un reconocimiento a Doura, Roemmers y Montenegro, haciendo entrega del premio Disco de Oro «Edición Bicentenario» al álbum. Dicho evento fue declarado de Interés Cultural por el Senado de la Nación Argentina, en una declaración que describió a Sinfonía argentina como «una obra artística de primer nivel».
En un artículo de 2016 analizando la historia de la música clásica de Argentina desde sus orígenes hasta la actualidad, Lucio Bruno-Videla —actual presidente de la Asociación Argentina de Compositores— incluyó a Doura como uno de los compositores nacionales que actualmente tienen difusión internacional, y emparentó su trabajo con el de los compositores del país que lo precedieron:

«Algunos de los numerosos compositores argentinos que hoy tienen actividad internacional, son Esteban Benzecry (1970), Juan Manuel Abras (1975), Osvaldo Golijov (1960) y Daniel Doura (1957). En todos ellos se perciben singularidades vinculantes con la mayoría de los anteriores, e incluso con características conceptuales (no necesariamente estilísticas) de la música del Barroco colonial americano, esto es, la tendencia marcada a la superposición y yuxtaposición de estilos, técnicas, etc. de maneras diferentes a las que se encuentran en las obras de la Europa hegemónica. Esta continuidad funciona como documento de una verdadera tradición musical propia, tradición entendida como la continuidad de una cultura. Estas "maneras de hacer" caracterizan no sólo a la música, sino a toda la cultura latinoamericana y están profundamente enraizadas en la manera de ser, el lenguaje, las identidades y una concepción filosóficocultural».

En 2013, Doura realizó una composición de música electrónica para la muestra antológica de María Martorell titulada «María Martorell, la energía del color», llevada a cabo en el Museo de Bellas Artes de Salta, y más tarde en el Centro Cultural Recoleta de Buenos Aires. Además, compuso la música para la exposición «Federico... Dónde estés», la cual reunió obras inspiradas en Federico García Lorca y fue llevada a cabo en octubre de 2021 en la galería ArtexArte, Buenos Aires. Dicha composición acompañó las lecturas de poemas de Lorca a cargo de la galerista Luz Castillo, en contrapunto con una proyección de imágenes.
El 4 de marzo de 2018, Doura estrenó la obra Sueños de verano (en inglés: Summer Dreams) en el Jordan Hall del Conservatorio de Música de Nueva Inglaterra, Boston, interpretada por el Boston Civic Symphony bajo la dirección de Francisco Noya. El 10 de agosto del mismo año, tuvo su estreno argentino en la Sala Sinfónica del Centro Cultural Kirchner, Buenos Aires, interpretada por Orquesta Sinfónica Nacional y dirigida por Gustavo Fontana. Sueños de verano recibió el premio a «Mejor estreno argentino» del año, otorgado por la Asociación de Críticos Musicales de la Argentina.
Sinfonía argentina tuvo su estreno mundial en Europa, interpretada por la Orquesta Sinfónica Nacional Checa y el Coro Sinfónico Checo de Brno en una serie de presentaciones bajo la dirección de Montenegro. La primera de estas presentaciones fue el 18 de octubre de 2018 en la ciudad de Teplice, República Checa, seguido por Múnich, Alemania el 21 de octubre y finalizando en Praga el 3 de noviembre. Antes del estreno mundial de la obra, Doura y Roemmers visitaron 14 provincias para llevar a cabo el conversatorio «Sinfonía argentina. Importancia de la música y la literatura en la cultura nacional», pasando por Córdoba, Mendoza,  San Juan, Río Negro, Misiones, Neuquén, Salta, Jujuy, Buenos Aires y Tierra del Fuego. Sinfonía argentina tuvo su estreno español el 28 de mayo de 2022 como parte del Primavera Fest, llevado a cabo en la ciudad de Ávila, Castilla y León. Tras su estreno español, Gonzalo Pérez Chamorro de la revista de música clásica Ritmo describió a Sinfonía argentina como «una obra que está llamada a marcar un hito y que concluye como un verdadero brindis por la vida». El 27 de octubre de 2022, Sinfonía argentina fue interpretada Auditorio Nacional de Música de Madrid en un concierto solidario en favor de Unicef, Fundación Querer y Scholas Occurrentes.
En 2023, Doura se desempeñó como director musical del espectáculo Picasso y la danza. Un encuentro con Lorca en Granada, una propuesta de Carlos Saura con dirección coreográfica de Andrés Marín, que estuvo en cartel entre el 2 y el 26 de agosto de aquel año en el Teatro del Generalife, Granada, como parte de la XXII edición del ciclo Lorca y Granada. La obra funciona como un homenaje a Pablo Picasso y Federico García Lorca, en confluencia con la música y danza flamencas, y contó con figuras destacadas del género como Rocío Molina, Farruquito, Israel Fernández, Ana Morales, Manuel Lombo, Antonio Canales y Manuela Carrasco. Picasso y la danza fue el último proyecto de Saura antes de morir, trabajando hasta dos semanas antes de su fallecimiento en el espectáculo junto a su hijo, Carlos Saura Medrano, quien asumió en su ausencia la dirección y declaró que su padre «se fue muy enfadado por no poder llegar a hacerlo».
Doura también compuso la música original de la película Después del final del director argentino Pablo César, basada en la vida de la personalidad cultural Luz Fernández Castillo, quien se interpreta a sí misma. El film tuvo su estreno mundial en el Festival Internacional de Cine de Granada - Premios Lorca de 2024, y también integró la competencia oficial del 39.° Festival Internacional de Cine de Mar del Plata. César contactó a Fernández Castillo a través de Doura, tal y como declaró en una entrevista: «Cuando me llama por teléfono Pablo César me dice: señora Luz Castillo le hablo de parte de Daniel Doura, que es un amigo muy querido mío que vive en Madrid, es un músico excepcional que está trabajando en Madrid en una serie televisiva y con Carlos Saura nada más y nada menos. Yo lo conecté a Carlos Saura con él. Con Daniel un día, hablando acá de literatura, tomando un café, yo un poco en broma le contesto con un verso de Federico García Lorca. Y quedó muy impactado. (...) Bueno, voy a España me encuentro con Carlos Saura, comimos juntos, Carlos me dice (...) mira yo quiero hacer una serie televisiva sobre la vida de Federico García Lorca y me gustaría que tú recitaras. (...) Y este loco de Daniel grabó los versos y se los pasó al chiflado de Pablo César. Salvo al Papa y a la reina de Inglaterra se los habrá mandado a todo el mundo, le digo a Pablo César, en esa llamada. Y él me contesta: nunca escuche recitar de esa manera, así que me gustaría hacer una película con usted». La colaboración entre Doura y Fernández Castillo resultó en la publicación de un libro, titulado Lorca x Luz y editado por Luz Fernández Ediciones en 2024. La presentación oficial de la editorial lo describe como una «Construcción que delimita un territorio compartido entre el decir pasional de Luz Castillo, el talento compositivo de Daniel Doura y la sublime poesía de Federico García Lorca».

## Obras seleccionadas
- Creator quo est: For Orchestra and Chorus (1981)
- 5 Piano Bagatelles: Piano Solo (1983)
- Quintet 1984: Piano and String Quartet (1984)
- Archi: For Violin and Viola (1984)
- Requiem for Soprano Solo (1985)
- Esdras: Suite for Violin and Orchestra (1985)
- Música para películas de Amy Goldstein, Rosemary Ricchio, Juan Campanella y Gabriel Garcia (1979–1986)
- Música electrónica experimental (1986–1996)
- Visiones patagónicas: Suite for Full Orchestra (1998)
- Invención y fantasías de Morel: Piano sonata n 1. In memoriam Bioy Casares (1998)
- Ficciones porteñas: Piano Sonata n° 2. In memoriam J.L. Borges (2000)
- La pasión de Saverio: Piano Sonata n° 3. In memoriam R. Arlt (2003)
- Más allá del horizonte: Piano Sonata n° 4. In memoriam A. De Raco (2009)
- Cuentos de la selva: Piano Sonata n° 5. In memoriam H. Quiroga (2010)
- Tiempo de luz: Piano Sonata n° 6. In memoriam J. Sibelius (2015)
- Sinfonía nocturna: Chamber orch. For: fl, ob, cl, bsn, hn, harp, strings (2006)
- Sinfonía argentina: For Large Orchestra and Chorus (2009)
- Altas cumbres: Electronic Soundscapes (2010)
- Preludio a Morel: Overture for Orchestra and Electronics (2011)
- Escenas de celos: 11 Miniatures for Piano Solo (2012)
- La pasión del Eternauta: Diptych for Orchestra and Electronics (2013)
- Escenas urbanas: 5 Scenes for Violin and Piano (2014)
- Cantos del más allá: 3 Songs with Text by Alejandro G. Roemmers (2015)
- Cuentos musicales n° 1: For Strings in First position. Beginners (2015)
- Cuentos musicales n° 2: For Strings in First position. Beginners (2015)
- Cuentos musicales n° 3: For Strings in First Position. Beginners (2015)
- Requiem del Plata: Adagio for Strings (2015)
- No Art (Electronics). In memoriam Boris Lurie: 6 Scenes from the Holocaust (2016)
- Suite for Guitar (5 Scenes): «Atlantic Waves», in Memory of Benjamin Britten (2016)
- Sueños de verano: Suite in 3 Movements for Large Orchestra (2017)
- The Sargasso Scenes: Concerto for Violin, Harp, Double Bass and Orchestra (2017)
- Paisajes de los pueblos: Concerto for Guitar and Chamber Orchestra. 5 Movements (2018)
- Verde: Piano Sonata n° 7. In memoriam García Lorca (2019)
- Thoughts to Go (2019)
- Words (2019)
- Tierras del fuego: Sonata for Solo Violin (2019)
- Suite Andalusí n° 1. Escenas de Lorca (2020)
- Suite Andalusí n° 2. LORCA X LUZ (Escenas del Romancero) (2020)

## Premios y reconocimientos
| Año  | Reconocimiento                      | Otorgado por                                                  | Trabajo nominado                           | Resultado | Ref.   |
| ---- | ----------------------------------- | ------------------------------------------------------------- | ------------------------------------------ | --------- | ------ |
| 1985 | Mejor composición                   | American Society of Composers, Authors and Publishers (ASCAP) | Quintet 1984: Piano and String Quartet     | Ganador   | [ 2 ]  |
| 1985 | Mejor banda sonora                  | Festival de Cine de la Universidad de Nueva York (NYU)        | Commercial for Murder (dir. Amy Goldstein) | Ganador   | [ 2 ]  |
| 1986 | Mejor composición                   | Academia Estadounidense de las Artes y las Ciencias (AAAS)    | Esdras: Suite for Violin and Orchestra     | Finalista | [ 5 ]  |
| 2008 | Mejor estreno argentino             | Asociación de Críticos Musicales de la Argentina              | Visiones patagónicas                       | Ganador   | [ 6 ]  |
| 2017 | Disco de Oro «Edición Bicentenario» | Cámara Uruguaya de Productores de Fonogramas                  | Sinfonía argentina                         | Ganador   | [ 9 ]  |
| 2019 | Mejor estreno argentino             | Asociación de Críticos Musicales de la Argentina              | Sueños de verano                           | Ganador   | [ 11 ] |